# Nová Lhota

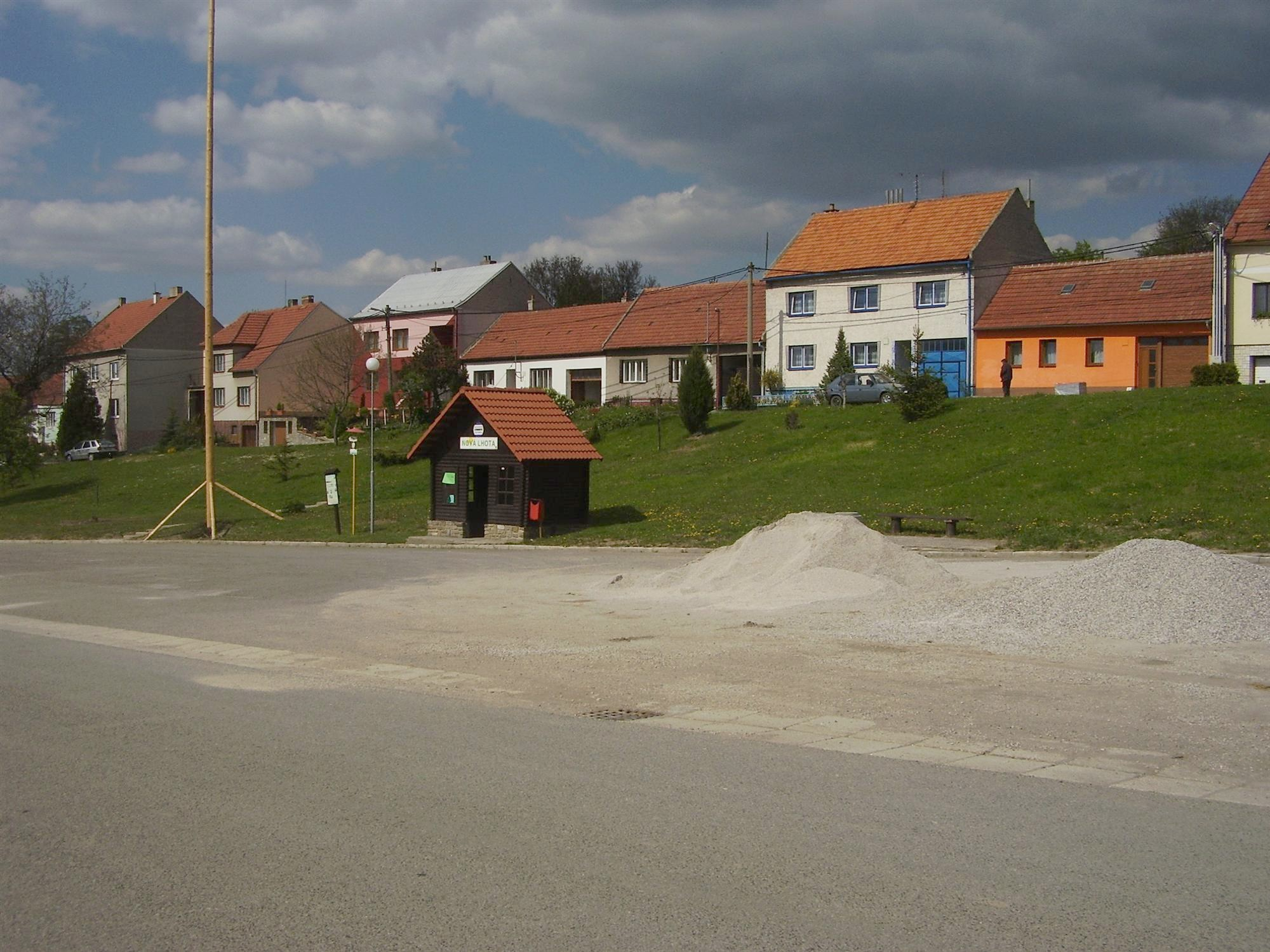
Dorfplatz

Nová Lhota (deutsch Neu Lhotta) ist eine Gemeinde in Tschechien. Sie liegt 19 Kilometer südöstlich von Veselí nad Moravou und gehört zum Okres Hodonín.

## Geographie
Nová Lhota befindet sich im Landschaftsschutzgebiet Bílé Karpaty in den Weißen Karpaten. Das Straßendorf erstreckt sich am Oberlauf des Baches Lhotský potok. Drei Kilometer südöstlich verläuft die Grenze zur Slowakei. Nördlich erheben sich die Zbytky (404 m), im Nordosten der Psí vršek (477 m), östlich der Mechnáč (679 m), U Bětina Javora (827 m), Velká Javořina (970 m), Durda (842 m) und der Kašpariskův Vrch (777 m), im Südosten der Šibenický vrch (707 m) und Čupec (818 m), südlich der Kubikův Vrch (683 m) und der Grúň (589 m), im Südwesten der Klokočník (543 m) und Hradisko (636 m) sowie nordwestlich der Háj (573 m).
Nachbarorte sind Nové Pole, Suchovské Mlýny, Zámečnické Mlýny, Hryzlácké Mlýny, Čerešnické Mlýny, Podširocké Mlýny und Fojtické Mlýny im Norden, Uherskohradišťské Vápenky im Nordosten, Topolecká und Jazviny im Südosten, Poriadie, Stará Myjava und Brestovec im Süden, Kománkův Mlýn, Petruchovy Mlýny und Javorník im Westen sowie Pod Kozimelkou und Velká im Nordwesten.

## Geschichte
Lhotka entstand als eine Ansiedlung von Holzfällern der mährischen Herrschaft Strážnice im Grenzwald zu Ungarn. Diese bestand aus einem oberen Teil, der Lazy bzw. Stará Lhotka genannt wurde und der nördlichen davon gelegenen Ansiedlung Nová Lhota. Im Jahre 1598 schloss Johann Dietrich von Zierotin beide Teile zu einem Dorf Nová Lhotka zusammen und ließ es erweitern. 1605 wurde Nová Lhotka von den Truppen des aufständischen Siebenbürgerfürsten Stephan Bocskai geplündert und verwüstet. Nachdem Johann Dietrich d. J. von Zierotin 1620 verstorben war, wurde die Herrschaft Strážnice 1629 für 200.000 Rheinische Gulden an Franz von Magnis verkauft, der im gleichen Jahre zum Grafen von Straßnitz erhoben wurde. 1702 verkaufte der überschuldete Anton Graf von Magnis die Allodherrschaft Strážnice meistbietend für 339.000 Rheinische Gulden an Dominik Andreas I. von Kaunitz. Beim Einfall der Kuruzen wurde Nová Lhotka 1704 niedergebrannt. Dominik Andreas Sohn Maximilian Ulrich von Kaunitz veräußerte Strážnice 1716 zum Kaufpreis an den Kurator des schwachsinnigen Joseph Anton von Magnis. Zu Beginn des 18. Jahrhunderts wurde in dem Dorf eine Schule eingerichtet. Im Laufe der Zeit änderte sich der Ortsname in Nová Lhota. Zwischen 1800 und 1810 starben in Nová Lhota etwa 200 Personen bei Choleraepidemien. Bis zur Mitte des 19. Jahrhunderts blieb Nová Lhota immer den Grafen von Magnis auf Strážnice untertänig.
Nach der Ablösung der Patrimonialherrschaften bildete Nová Lhota/Neu Lhotta ab 1850 eine Gemeinde in der Bezirkshauptmannschaft Göding und dem Gerichtsbezirk Strážnice. Zwischen 1949 und 1960 gehörte Nová Lhota zum Okres Veselí nad Moravou und kam nach dessen Auflösung zum Okres Hodonín zurück. Am 26. November 1971 wurde Vápenky von Strání nach Nová Lhota umgemeindet. Der Ortsteil Nová Lhota hatte im Jahre 1991 899 Einwohner; beim Zensus von 2001 lebten in den 322 Häusern nur noch 774 Menschen.

## Gemeindegliederung
Die Gemeinde Nová Lhota besteht aus den Ortsteilen Nová Lhota (Neu Lhotta) und Vápenky (Wapenka) sowie den Ansiedlungen Nové Pole, Uherskohradišťské Vápenky, Hryzlácké Mlýny, Čerešnické Mlýny, Podširocké Mlýny und Fojtické Mlýny.

## Sehenswürdigkeiten
- Barocke Kirche des hl. Matthäus, errichtet 1729 auf Veranlassung von Franz Johann von Magnis. Ab 1752 bestand an der Kirche ein Chor, der ein 1751 vom Schulrektor Pavel Raška verfasstes Gesangbuch verwendete. Das mit den Initialen seines Verfassers bemalte Raškův kancionál (Raschka-Gesangbuch) befindet sich heute im Museum von Uherský Brod.
- Landschaftsschutzgebiet CHKO Bílé Karpaty
- Naturschutzgebiet Jazevčí, nordwestlich des Dorfes im Tal der Velička